# Orbona fragariae
Orbona fragariae is een vlinder uit de familie uilen (Noctuidae). De wetenschappelijke naam is voor het eerst geldig gepubliceerd in 1790 door Vieweg.
De soort komt voor in Europa.